# Ferrocarril Verapaz de Guatemala
El Ferrocarril Verapaz de Guatemala fue un ferrocarril que sirvió al departamento de Alta Verapaz entre 1894 y 1965.  Su principal objetivo era el transporte de café de las fincas alemanas en Alta Verapaz hasta la costa del Atlántico a través de un ferry que zarpaba del puerto fluvial de Panzós y navegaba por el río Polochic hasta el Lago de Izabal y de allí a Puerto Barrios.

## Historia
Fue fundado el 15 de enero de 1894 mediante la firma de un contrato por noventa años entre el estado de Guatemala -presidido por el General José María Reina Barrios- y el señor Walter Dauch, representante de la compañía «Ferrocarril Verapaz & Agencia del Norte Limitada». Este contrato preveía la construcción, mantenimiento y explotación de un tramo de ferrocarril entre el Puerto Fluvial de Panzós y el paraje de Pancajché, de treinta millas de extensión. El tren de pasajeros hacía sus servicios dos veces a la semana, los días lunes y jueves; además los días miércoles de cada semana llegaba al municipio de Panzós un barco de correos con pasajeros y carga procedente de Livingston (Izabal), Izabal. Además de las terminales en Panzós y Pancajché, había estaciones en Santa Rosita, La Tinta, y Papalhá.
En 1898, se reportó que dada la riqueza del café producido en Cobán, que en ese entonces era la tercera ciudad más grande de Guatemala, se estaba ampliando el ferrocarril desde Panzós hasta esa ciudad.

### Expulsión
A los alemanes se les permitió la doble nacionalidad, los hijos de alemanes podían ser guatemaltecos por nacer y tenían seguridad de que no dejarían de ser alemanes por sus padres. El historiador Francis Polo Sifontes cuenta que durante la Segunda Guerra Mundial muchos alemanes fueron llamados para prestar servicio militar en su país.[cita requerida] Después de la guerra, los alemanes quedaron prisioneros en los campos de concentración de Rusia, y algunos alegaban que eran guatemaltecos para evitar la prisión.[cita requerida]
Sin embargo, durante la Segunda Guerra Mundial empezó el fin de esta colonia europea: Estados Unidos pidió la salida de todos los alemanes de Guatemala.[cita requerida] Pese a que el presidente Jorge Ubico era simpatizante de la Alemania nazi, no pudo resistir a las presiones estadounidenses, por lo que se dio la intervención y expropiación de los bienes, así como la repatriación de los ciudadanos menores de edad y mujeres, mientras que los hombres fueron encerrados en campos de concentración en los Estados Unidos. Más tarde la mayoría de los terratenientes alemanes, fueron expulsados por el gobierno (bajo presión de los Estados Unidos), para apoyar el partido Nazi.
Además era de esperar que al producirse las dos guerras mundiales todos los alemanes de origen fueran obligados a abandonar sus propiedades, entre ellas el Ferrocarril Verapaz.
Luego de la expropiación, el ferrocarril estuvo en uso continuo hasta 1965.

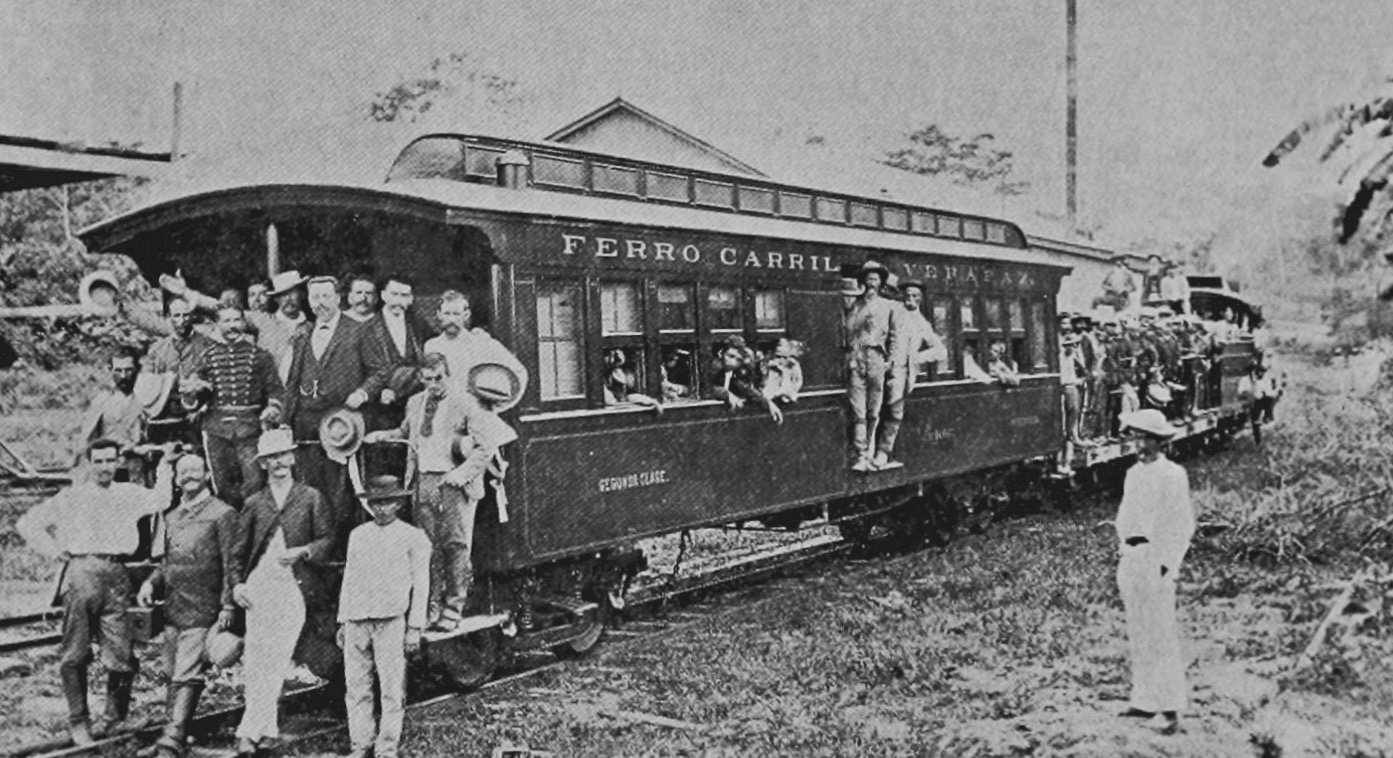
Viaje inaugural del Ferrocarril Verapaz en 1894.
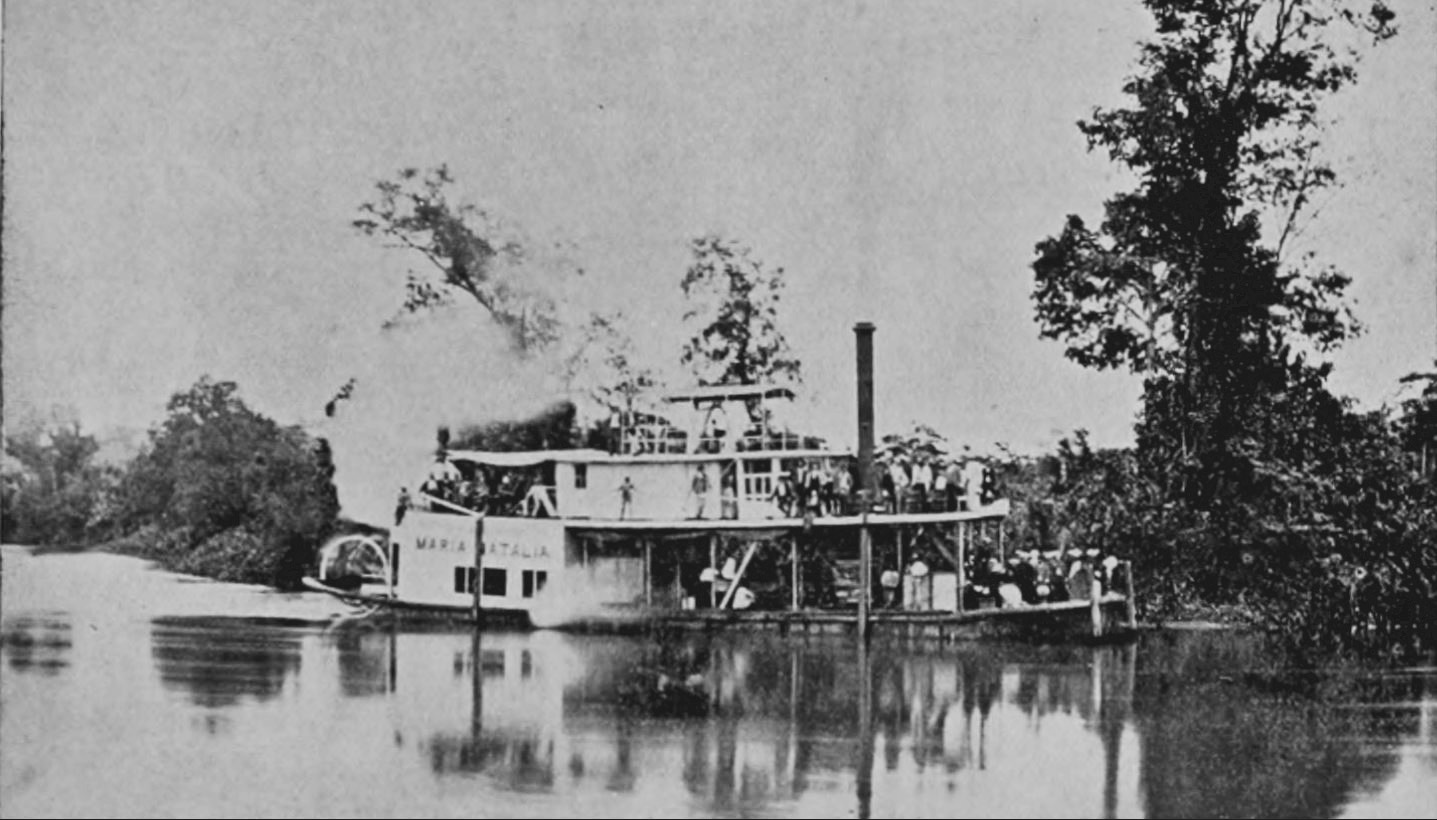
Vapor del ferrocarril Verapaz navegando por el río Polochic.
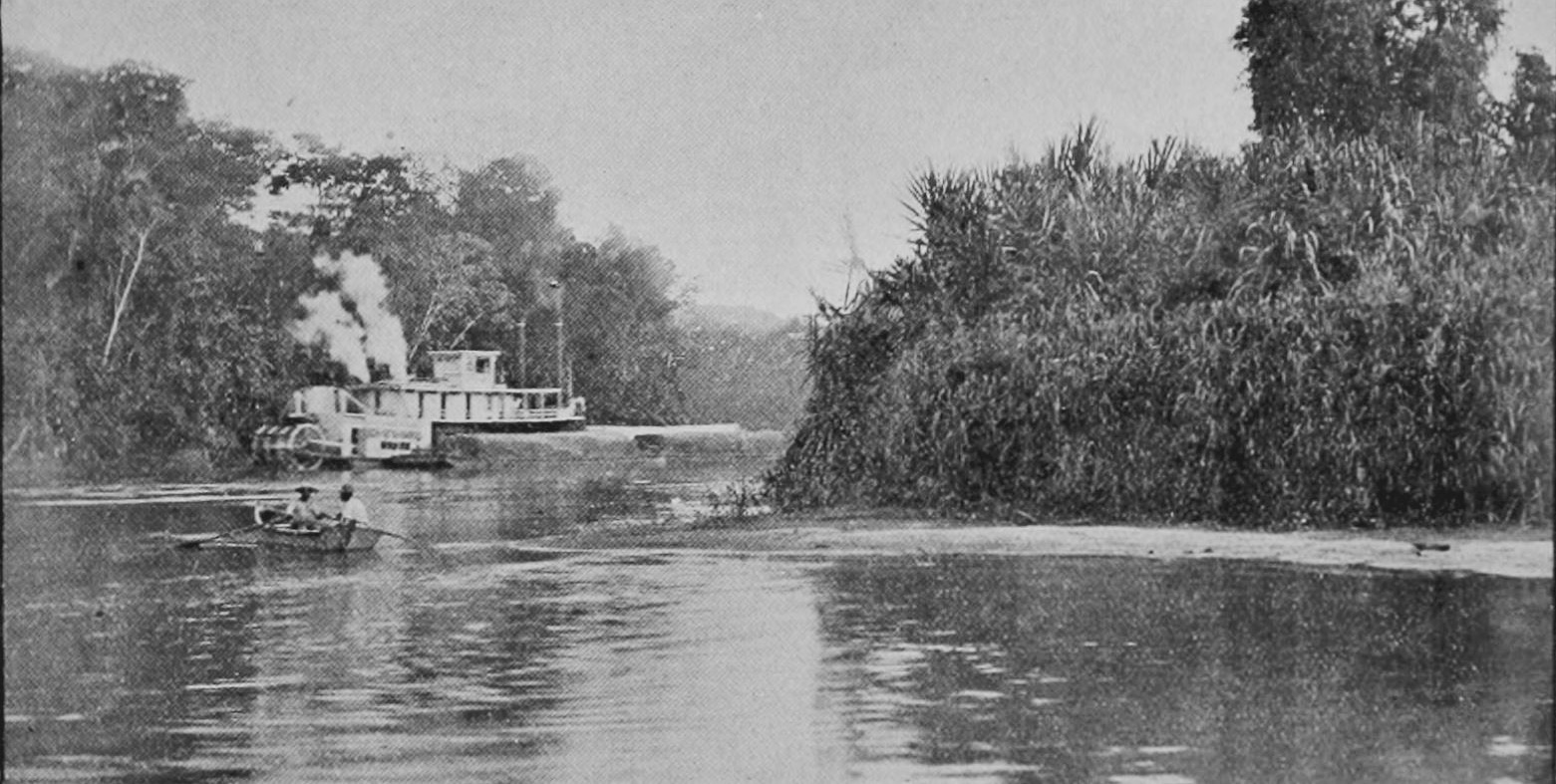
Vapor del ferrocarril Verapaz transportando café.
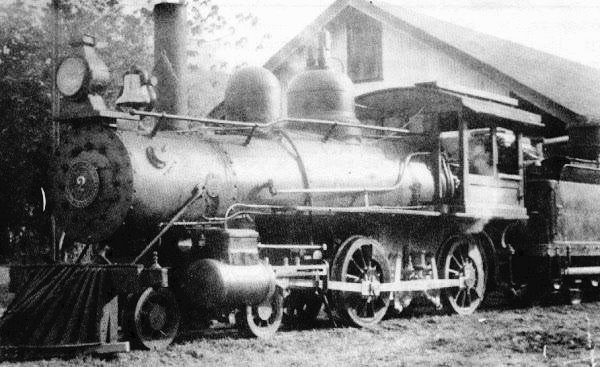
Locomotora del ferrocarril Verapaz en la década de 1900.